# Autopistes i autovies d'Espanya

Mapa d'autovies i autopistes d'Espanya

La xarxa de vies de calçades separades a Espanya es divideix en autopistes i autovies. Les primeres poden ser de concessió amb peatge o lliures, mentre que les segones són d'ús lliure i gratuït, estant mantingudes per l'Estat o les comunitats. A 31 de desembre de 2016 la xarxa de vies d'alta capacitat estava composta per 17.109 km, el que suposa el 10% del total de carreteres d'Espanya, convertint-se així en l'onzè país del món per nombre de quilòmetres.
Per ser considerada una via com a autopista o autovia, ha de reunir les següents característiques:
- No tenir totalment de creus al mateix nivell, interseccions, semàfors o rotondes al llarg del seu recorregut.
- Velocitat mínima de circulació de 60 km/h, excepte si les condicions del trànsit o de la situació de la via ho impedeixen.
- Calçades separades per a cada sentit de circulació.
- Disposar de més d'1 carril de circulació per cada sentit de la marxa

Actualment, a Espanya la màxima velocitat de circulació permesa en autovies i autopistes és de 120 quilòmetres per hora.
No es consideren per tant autovies ni autopistes les carreteres que, tot i disposar de calçades separades per a cada sentit i de més d'un carril de circulació per sentit, tinguin al llarg del seu recorregut rotondes, encreuaments o semàfors o es permeti circular de forma ordinària a velocitats inferiors a 60 km/h.
No obstant això, hi ha diferències entre autovies i autopistes. Així, les autovies són carreteres amb calçades separades per als dos sentits de la circulació, les entrades i sortides no se sotmeten a les exigències de seguretat de les autopistes, com és que l'accés als immobles adjacents; amb l'autopista no es realitza directament des d'aquesta, sinó que s'han de disposar per a això de vies de servei; a les autovies encara que també solen disposar d'elles no és obligatori. Per això, tècnicament, la diferència entre una autopista i una autovia depèn bàsicament del disseny: Les autopistes estan dissenyades per circular a una velocitat màxima constant, amb corbes de  ràdios amplis  que, per norma general, no obliguin a reduir la velocitat (llevat d'excepcions inevitables pel terreny on s'ubiquen), i disposició de carrils d'acceleració i desacceleració prou llargs, condicions que també solen tenir les autovies sense ser obligatori.

## Nova llei de Carreteres (Llei 37/2015) i canvis
A partir de l'1 d'octubre de l'any 2015 entra en vigor la nova Llei 37/2015, de Carreteres, que deroga la Llei 25/1988, de Carreteres, que va entrar en vigor durant el govern presidit per Felipe González (1982-1996).
Entre les novetats que inclou la nova llei, es troben les modificacions o inclusió de les denominacions oficials de les autovies, autopistes de peatge i carreteres, incloent-hi l'itinerari de referència origen i destinació (O/D). És per això que la Llei 37/2015, obliga a fer una nova transparència, en la present llista de les autopistes de peatge i autovies.
Enllaç de la nova llei de Carreteres de l'any 2015 (Llei 37/2015, de 29 de setembre, de Carreteres, BOE-A-2015-10439
).
Important referència:
Referències anteriors
- DEROGA la Llei 25/1988, de 29 de juliol (Ref. BOE-A-1988-18844).

- MODIFICA: Disposició addicional 7.1 de la Llei de sòl, text refós aprovat per Reial decret Legislatiu 2/2008, de 20 de juny (Ref. BOE-A-2008-10792).

Art. 27.3 de la Llei 8/1972, de 10 de maig (Ref. BOE-A-1972-693).
- CITA Reglament aprovat per Reial decret 1812/1994, de 2 de setembre (Ref. BOE-A-1994-20934).

## Autopistes i autovies interurbanes
Les següents autopistes i autovies, denominades "Vies de Gran Capacitat", són part de la Xarxa de Carreteres de l'Estat (RCE), gestionada per la Direcció general de Carreteres del Ministeri de Foment, excepte l'A-10 que la gestiona el Govern de Navarra, o en el cas de ser una autopista de peatge, per l'empresa concessionària, conformement al contracte signat. Moltes d'elles són els desdoblaments de les carreteres nacionals.
| Identificador | Identificador europeu | Denominació                            | Itinerari | Longitud                                 |
| ------------- | --------------------- | -------------------------------------- | --- | ---------------------------------------- |
| A-1           | E-5 E-80              | Autovia del Nord                       | Madrid - Burgos - Rubena - * - Burgos/Àlaba - * - Armiñon - Vitòria - Altsasu - Sant Sebastià - Irun | 454 km                                   |
| AP-1          | E-5 E-80              | Autopista del Nord                     | A-1 Burgos - Armiñon / Vitòria AP-68 / A-1 - Arrasate - Eibar AP-8 - Sant Sebastià - Irun | 157 km                                   |
| R-1           |                       |                                        | Madrid - Santo Tomé del Puerto | ???                                      |
| A-2           | E-90                  | Autovia del Nord-est                   | Madrid - Guadalajara - Saragossa - Alfajarín - * - Fraga - Lleida - Igualada - Barcelona - * - Mataró - Sant Andreu de Llavaneres - * - Girona - * - Figueres - * - El Pertús - * - Frontera amb França                                                              | 780 km                                   |
| AP-2          | E-90                  | Autopista Saragossa-Mediterrani        | Alfajarín - Fraga - Lleida - El Vendrell - Martorell - Barcelona | 220 km                                   |
| R-2           |                       |                                        | Madrid - Guadalajara - Jadraque A-2 | 61 km                                    |
| A-3           | E-901                 | Autovia de l'Est                       | Madrid - Tarancón - Utiel - Requena - València | 360 km                                   |
| R-3           |                       |                                        | Madrid - Arganda del Rey - Tarancón A-3 | 37 km                                    |
| A-4           | E-5                   | Autovia del Sud                        | Madrid - Aranjuez - Còrdova - Sevilla - Dos Hermanas - * - Jerez de la Frontera - Cadis | 647 km                                   |
| AP-4          | E-5                   | Autopista del Sud                      | Dos Hermanas - Jerez de la Frontera - Cadis | 85,9 km                                  |
| R-4           |                       |                                        | Madrid - Aranjuez - Ocaña - A-4 AP-36 | 52,64 km                                 |
| A-5           | E-90                  | Autovia del Sud-oest                   | Madrid - Talavera de la Reina - Mèrida - Badajoz - Portugal | 408 km                                   |
| R-5           |                       |                                        | Madrid - Navalcarnero - Talavera de la Reina A-5 | 31,4 km (?)                              |
| A-6           | E-70                  | Autovia del Nord-oest                  | Madrid - Collado Villalba - N-6 - Adanero - Tordesillas - Benavente - Ponferrada - Lugo - La Corunya | 595 km                                   |
| AP-6          |                       | Autopista del Nord-oest                | Collado Villalba - Adanero | 91,82 km                                 |
| A-7           | E-15                  | Autovia de la Mediterrània             | Barcelona - * - Tarragona - Vandellòs - * - Castelló de la Plana - València - Albaida - Alcoi - Alacant - Elx - Múrcia - Llorca - Almeria - Albuñol - Polopos - Castell de Ferro - Carchuna - Motril - La Gorgoracha - Lobres - Velilla-Taramay - Màlaga - Algesires | 1329 km                                  |
| AP-7          | E-15 E-90             | Autopista de la Mediterrània           | A9 (França) - La Jonquera - Girona - Barcelona - Tarragona - Puçol / Silla - Alacant / Crevillent - Cartagena - Vera / Màlaga - Guadiaro | 1109 km                                  |
| A-8           | E-70                  | Autovia del Cantàbric                  | Galdakao - Basauri - Bilbao - Solares - Torrelavega - Unquera - Llanes - Gijón - Avilés - Muros - Outur - Viḷḷapedre - Ribadeo - Mondoñedo - Carreira - Baamonde | 507,5 km                                 |
| AP-8          | E-70                  | Autovia del Cantàbric                  | Irun - Eibar - Bilbao | 148,3 km                                 |
| AP-9          | E-1                   | Autopista de l'Atlàntic                | Ferrol - La Corunya - Santiago - Pontevedra - Vigo - Tui - A-55 - Portugal | 177 km                                   |
| AP-9F         |                       | Autopista de l'Atlàntic                | Entrada a Ferrol. | 36 km                                    |
| AP-9V         |                       | Autopista de l'Atlàntic                | Entrada a Vigo. | 5 km                                     |
| A-10          |                       | Autovia de la Barranca                 | Irurtzun ( AP-15 ) - Altsasu ( A-1 ) | 29 km                                    |
| A-11          | E-82                  | Autovia del Duero                      | Sòria - * - Aranda de Duero - * - Valladolid - Zamora - * - Portugal | 387 km                                   |
| A-12          |                       | Autovia del Camí de Santiago           | Pamplona - Logronyo - Nájera - Santo Domingo de la Calzada - * - Burgos | 214 km                                   |
| A-13          |                       |                                        | L.P. La Rioja-Navarra - Logronyo - * - Sòria | 4 km (?)                                 |
| A-14          |                       | Autovia de la Ribargorça               | Lleida - * - Sopeira - * - Canejan | 268 km (en total)                        |
| A-15          |                       | Autovía de Navarra                     | Medinaceli - Almazán - Sòria - * - Tudela / Irurtzun - Hernani - Sant Sebastià | 320 km                                   |
| AP-15         |                       | Autopista de Navarra                   | Tudela - Pamplona - Irurtzun | 112,5 km                                 |
| A-21          |                       | Autovia dels Pirineus                  | Pamplona - Tiermas - * - Jaca | 110 km                                   |
| A-22          |                       | Autovia Osca - Lleida                  | Puente la Reina de Jaca - * - Osca - * - Siétamo - Lleida | 115,5 km                                 |
| A-23          | E-7                   | Autovia Mudèjar                        | Sagunt - Terol - Saragossa - Osca - Nueno - * - Jaca - * - Somport - * - França | 434,8 km                                 |
| A-24          |                       | Autovia del Jiloca                     | Daroca - * - Calataiud - * - Sòria - * - Burgos | En desenvolupament.                      |
| A-25          |                       |                                        | Alcolea del Pinar - * - Molina de Aragón - * - Monreal del Campo | En desenvolupament.                      |
| A-26          |                       | Autovia Pirinenca                      | Llançà - * - Figueres - * - Olot - Besalú - * - Ripoll - * - Campdevànol | 41 km (en obres)                         |
| A-27          |                       |                                        | Tarragona - Valls - * - Montblanc - * - Lleida | 29 km (en obres)                         |
| A-28          |                       | Autovia de la Alcarria                 | Tarancón - * - Guadalajara - * - Venturada A-1 | 169 km (en obres)                        |
| A-30          |                       | Autovia de Múrcia                      | Albacete - Múrcia - Cartagena | 200 km                                   |
| A-31          | E-903                 | Autovia d'Alacant                      | Atalaya del Cañavate - Albacete - Almansa - Alacant | 239 km                                   |
| A-32          |                       |                                        | Bailèn - Linares - * - Albacete | 236,5 km (en obres)                      |
| A-33          |                       |                                        | Blanca - Cieza - Jumella - * - Iecla - * - Cabdet - * - La Font de la Figuera | 89,7 km (en obres)                       |
| A-35          |                       |                                        | Almansa - Xàtiva | 44 km                                    |
| AP-36         |                       |                                        | Ocaña - Quintanar de la Orden - La Roda - * - Albacete - * - Chinchilla de Monte-Aragón | 382,2 km (en obres)                      |
| AP-37         |                       |                                        | Zeneta - * - Catral | 24 km (en obres)                         |
| A-38          |                       |                                        | València - * - Gandia - * - Benidorm - * - Alacant | 242,7 km (en obres)                      |
| A-40          |                       | Autovia de la Meseta Sud               | Àvila - * - Maqueda - Toledo - * - Ocaña - Tarancón - Conca - * - Terol | 490 km (en projecte)                     |
| A-41          |                       |                                        | Ciudad Real - Puertollano | 39,6 km (en obres)                       |
| AP-41         |                       |                                        | Madrid - Toledo | 60 km                                    |
| A-42          |                       | Autovia de Toledo                      | Madrid - Toledo | 78 km                                    |
| A-43          | E-903                 | Autovia del Guadiana                   | Mèrida - * - Puertollano - Ciudad Real - Manzanares - Tomelloso - San Clemente - Atalaya del Cañavate | 432 km (en obres)                        |
| A-44          | E-902                 | Autovia de Serra Nevada-Costa Tropical | Bailèn - Jaén - Granada - Motril | 183 km (189,7 km en acabar de les obres) |
| A-45          |                       | Autovia de Màlaga                      | Còrdova - Antequera - Màlaga | 142 km                                   |
| AP-46         |                       | Autopista de Las Pedrizas              | Puerto de Las Pedrizas - Màlaga | 24 km                                    |
| A-48          | E-5                   | Autovia de la Costa de la Luz          | Tres Caminos - Vejer de la Frontera - * - Algesires | 36 km (110 km projectats)                |
| A-49          | E-1                   | Autovia del V Centenari                | Sevilla - Huelva - Ayamonte - Portugal | 132 km                                   |
| A-50          |                       | Autovia de la Cultura                  | Àvila - Salamanca | 101 km                                   |
| AP-51         |                       |                                        | Villacastín - Àvila | 24 km                                    |
| A-52          |                       | Autovia de les Ries Baixes             | Benavente - Ourense - O Porriño - * - Vigo | 307 km (tram final en obres)             |
| AP-53         |                       | Autopista Central de Galícia           | Santiago de Compostel·la - AG-53 | 56,6 km                                  |
| A-54          |                       | Autovia Lugo-Santiago                  | Santiago - Aeroport de Santiago de Compostel·la - * - Guntín - Nadela | 101 km (obres)                           |
| A-55          |                       | Autovia Vigo-Tui                       | Vigo - Tui | 31,5 km                                  |
| A-56          |                       | Autovia Lugo-Orense                    | Guntín - * - Ourense | 47,6 km (en obres)                       |
| A-57          |                       | Autovia de l'Atlàntic                  | Pazos de Borbén - * - Soutomaior - * - Pontevedra - * - Barro - * - Valga - * - Padrón - * - Santiago de Compostel·la - * - Ordes - * - La Corunya | ~150 km (en projecte)                    |
| A-58          |                       | Autovia Extremenya                     | Trujillo - Càceres - * - Badajoz | 47,6 km (en obres)                       |
| A-59          |                       | Autovia Pontevedra-Vigo                | Vilaboa A-57 - * - N-550 - * - Vigo | 23,1 km (en projecte)                    |
| A-60          |                       | Autovia Valladolid-Lleó                | Valladolid - * - Medina de Rioseco - * - Lleó | 138 km (en obres)                        |
| AP-61         |                       |                                        | San Rafael - Segòvia | 28 km                                    |
| A-62          | E-80                  | Autovia de Castella                    | Burgos - Palència - Valladolid - Salamanca - Ciudad Rodrigo - Fuentes de Oñoro - * - Portugal | 356 km (tram final en obres)             |
| A-63          |                       |                                        | Oviedo - Grado - * - La Espina | 28 km (obert)                            |
| A-64          |                       |                                        | Villaviciosa - Oviedo | 28 km (obert)                            |
| A-65          |                       | Autovia de Terra de Campos             | Benavente - * - Palència | 81 km (en obres)                         |
| A-66          | E-803                 | Autovia Ruta de la Plata               | Gijón - Oviedo - Campomanes / La Robla - * - Onzonilla - Benavente - Zamora - Salamanca - Béjar - Hervás - Plasència - Càceres - Mèrida - Sevilla | 786 km (reformes)                        |
| AP-66         |                       | Autopista Ruta de la Plata             | Campomanes - Onzonilla | 78 km (mes 768 km)                       |
| A-67          |                       | Autovia Cantàbria-Meseta               | Santander - Torrelavega - Reinosa - Aguilar de Campoo - Palència | 205 km                                   |
| A-68          |                       | Autovia de l'Ebre                      | Valdealgorfa - * - Alcanyís - * - Saragossa - * - Tudela - * - Logronyo (Ronda Sud) - * - Miranda de Ebro | 344,5 km projectats                      |
| AP-68         | E-804                 | Autopista Basc-Aragonesa               | Bilbao - Logronyo - Saragossa | 295 km                                   |
| AP-71         |                       |                                        | Lleó - Astorga | 37 km                                    |
| A-72          |                       |                                        | Monforte de Lemos - * - Chantada | En projecte                              |
| A-73          |                       |                                        | Burgos - * - Aguilar de Campoo | 74 km projectats                         |
| A-74          |                       | Autovia de A Mariña                    | Barreiros A-8 - * - Foz - * - Burela - * - San Cibrao | En projecte                              |
| A-75          | E-801                 |                                        | A-52 - Portugal | 12,7 km                                  |
| A-76          |                       |                                        | Ponferrada - * - Ourense | 125 km projectats                        |
| A-81          |                       |                                        | Badajoz - * - Espiel - * - Granada | 419 km projectats                        |
| A-83          |                       | Autovia de Huelva                      | Huelva A-49 - * - Fregenal de la Sierra - * - Zafra A-66 | En projecte                              |
| A-91          |                       |                                        | Vélez-Rubio A-92N - Puerto Lumbreras A-7 | 16 km                                    |

Les autopistes 
 R-1 , 
 R-2 , 
 R-3 , 
 R-4  i 
 R-5  són les cinc autopistes radials construïdes com a alternativa d'accés a Madrid. Parteixen de la capital i discorren paral·lelament a les seves autovies radials de referència: 
 A-1 , 
 A-2 , 
 A-3 , 
 A-4  i 
 A-5 . Van ser dissenyades i construïdes durant la VI i VII Legislatura –governs de José María Aznar López– per descongestionar aquestes autovies radials que queden col·lapsades en ponts festius, operacions entrada/sortida de vacances o simplement en hores punta.
Existeix certa polèmica amb el resultat d'aquestes infraestructures, ja que en la pràctica sembla que contribueixen a empitjorar el flux de tràfic en el punt de confluència d'aquestes amb l'autovia radial de referència. Actualment l'Autopista Radial 1 es troba en projecte, mentre que al no estar projectada una Radial 6, la Comunitat de Madrid va projectar una via similar que es denominaria M-65, projecte que es troba paralitzat al no trobar-se una ruta viable a causa de la urbanització de la zona i al seu impacte ambiental. El novembre de 2010 es plantegen ajudes directes davant la possible fallida de les concessionàries de les autopistes (Abertis, Acciona, ACS, Ferrovial, FCC, OHL, Itínere) per l'escàs tràfic, molt més baix que el es preveia al moment de la construcció.